# Haena
Haena (Hāʻena) – jednostka osadnicza w Stanach Zjednoczonych, w hrabstwie Kauaʻi.